# 2015 à Paris
 Chronologie de l'histoire de Paris
- 2011
- 2012
- 2013
- 2014
- 2015
- 2016
- 2017
- 2018
- 2019

Cette page concerne l'année 2015 du calendrier grégorien.

## Chronologie

### Janvier 2015
- 7 janvier : un attentat au siège de Charlie Hebdo fait 12 morts.
- 9 janvier : prise d'otages dans un supermarché de la porte de Vincennes, quatre personnes sont tuées ainsi que le preneur d'otages, Amedy Coulibaly[1].
- 11 janvier : « marches républicaines » à Paris et dans d'autres villes, en réaction aux attentats de janvier 2015.
- 14 janvier : inauguration de la Philharmonie de Paris par le président François Hollande et concert d'ouverture par l'Orchestre de Paris.

### Février 2015
- x

### Mars 2015
- 23 mars : la circulation alternée est mise en œuvre en raison de la pollution atmosphérique[2].

### Avril 2015
- x

### Mai 2015
- 25 mai au 7 juin : Internationaux de France de tennis.

### Juin 2015
- x

### Juillet 2015
- Du 20 juillet au 23 août : 14e édition de Paris Plages.

### Août 2015
- x

### Septembre 2015
- 1er septembre : le forfait Navigo mensuel à tarif unique entre en vigueur.
- 27 septembre (dimanche) : journée sans voiture.

### Octobre 2015
- 15 octobre : le nouveau musée de l'Homme est inauguré après six ans de fermeture.
- du 22 octobre au 25 octobre : Foire internationale d'art contemporain.

### Novembre 2015
- 5 novembre : le site Hexagone Balard est inauguré officiellement.
- 13 novembre : une série d'attentats à Paris et Saint-Denis fait 130 morts et plus de 350 blessés.
- 27 novembre : hommage national aux victimes des attentats du 13 novembre dans la cour de l'Hôtel des Invalides.
- 30 novembre au 15 décembre : conférence de Paris sur le climat (dite COP21).

### Décembre 2015
- 30 novembre au 12 décembre : conférence de Paris sur le climat (COP21).
- 6 et 13 décembre : élection régionale en Île-de-France remportée par la liste de droite.
- 18 décembre : Valérie Pécresse est élue à la présidence du conseil régional d'Île-de-France.